# ريان بيكيت
ريان بيكيت (بالإنجليزية: Ryan Pickett)‏ هو لاعب كرة قدم أمريكية أمريكي، ولد في 8 أكتوبر 1979 في زيفيرهيلز في الولايات المتحدة.

## وصلات خارجية
- ريان بيكيت على موقع مرجع كرة القدم المحترفة.كوم (الإنجليزية)